# آنیکا سونسون
آنیکا سونسون (انگلیسی: Annica Svensson؛ زادهٔ ۳ مارس ۱۹۸۳) بازیکن فوتبال اهل سوئد است.
از باشگاه‌هایی که در آن بازی کرده‌است می‌توان به باشگاه فوتبال زنان تیرسو، باشگاه فوتبال هامارابی، و دیوری گردن اشاره کرد.
وی همچنین در تیم‌های ملی فوتبال Sweden women's national under-17 football team, Sweden women's national under-19 football team، و زنان سوئد بازی کرده‌است.